# Lucie (prénom)
Pour les articles homonymes, voir Lucie.
Lucie est un prénom féminin.

## Étymologie
Lucie est issu du nom latin Lucia, féminin du nom Lucius, dont l'étymon est le latin lux, lucis, qui signifie « lumière ». Il s'agit d'une forme savante qui a supplanté la forme populaire Luce, à la fois féminin et masculin, en tant que prénom.

## Variantes
Il a pour variantes ou diminutifs féminins Luce, Lucette, Lucia et Lucy , et formes masculines Luce, Lucio et Lucius.

## Date de fête
Il est principalement fêté le 13 décembre.

## Popularité du prénom
Au début de 2010, près de 134 000 personnes étaient prénommées Lucie en France. C'est le 44e prénom le plus attribué au siècle dernier dans ce pays, et l'année où il a été attribué le plus est 1998, avec un nombre de 4 263 naissances.

## Personnes portant ce prénom
- Pour l'ensemble des articles sur les personnes portant ce prénom, consulter :
  - la liste des articles dont le titre commence par ce prénom
  - les listes produites par Wikidata : Liste des personnes de prénom « Lucie » — même liste en incluant les éventuels prénoms composés qui contiennent « Lucie ».

## Saints des églises chrétiennes
- Plusieurs saintes portent le nom de Lucie : voir sainte Lucie .